# Коэффициент ветвления (информатика)

Красно-чёрное дерево с коэффициентом ветвления 2

В теории графов и структур данных коэффициент ветвления дерева — это количество прямых потомков в каждом узле. Если это значение не одинаково для всех узлов, может быть вычислен средний коэффициент ветвления. В теории игр коэффициентом ветвления игры называется коэффициент ветвления дерева игры, то есть количество возможных ходов в данной позиции.
Например, в шахматах, если «узлом» считается легальная позиция, средний коэффициент ветвления будет около 35. Это значит, что в среднем игрок имеет около 35 допустимых ходов на каждом ходе. Для сравнения, коэффициент ветвления для игры Го равен 250.
Высокие коэффициенты ветвления делают алгоритмы, которые следуют по каждому возможному исходу из узла, такие как полный перебор, вычислительно более затратными ввиду экспоненциального роста числа узлов, что известно как комбинаторный взрыв.
Например, если коэффициент ветвления равен 10, то от текущей позиции на уровень ниже будет 10 узлов, двумя уровнями ниже будет 102 (или 100) узлов, тремя уровнями ниже будет 103 (или 1000) узлов, и так далее. Чем выше коэффициент ветвления, тем быстрее происходит «взрыв». Коэффициент ветвления может быть отсечён с помощью алгоритма сокращения избыточности.